# Bielsko-Bialski Ośrodek Rekreacyjno-Narciarski „Dębowiec”
Bielsko-Bialski Ośrodek Rekreacyjno-Narciarski „Dębowiec” – kompleks narciarski znajdujący się w Kamienicy (dzielnica Bielska-Białej). Podstawową jego częścią jest 4-osobowa kolej kanapowa prowadząca na polanę pod Dębowcem w Beskidzie Śląskim, w granicach administracyjnych Bielska-Białej. Kolej linowa Dębowiec w sezonie zimowym przewozi tylko narciarzy i snowboardzistów, a w sezonie letnim kursuje dla turystów pieszych.

## Historia
Bielsko-Bialski Ośrodek Rekreacyjno-Narciarski „Dębowiec” rozpoczął działalność 18 stycznia 2013 roku. Jest to całoroczna inwestycja gminy Bielsko-Biała w większości sfinansowana ze środków unijnych. W jego skład wchodzą:
- nowoczesna 4-os. kolej kanapowa
- mały wyciąg zaczepowy dla dzieci obok dolnej stacji, o długości 84 m i przewyższeniu 6 m
- trasa dla snowboardzistów – snowpark, wyposażony m.in. w: box wysoki, poręcz prostą, box łamany, T-box,  rainbow i poręcz box
- park linowy
- siłownia na świeżym powietrzu
- plac zabaw dla dzieci ze ściankami wspinaczkowymi
- ścieżka edukacyjna
- plac do gier (piłka siatkowa, ręczna, koszykowa, nożna)
- parking na 110 samochodów.

## Dane techniczne
- kolej linowa wisząca, jednolinowa, okrężna, ze stałymi krzesełkami
- producent kolei linowej TATRALIFT s.a.
- rok produkcji – 2012
- wysokość górnej stacji – 525,5 m n.p.m.
- wysokość dolnej stacji – 420 m n.p.m.
- długość trasy po stoku – 610 m
- różnica poziomów – 105,5 m
- zdolność przewozowa – 2400 osób na godzinę
- liczba narciarzy na krzesełku – 4 osoby
- liczba pieszych na krzesełku – 2 osoby
- prędkość jazdy – 0,2-2,6 m/s
- liczba krzesełek – 79 sztuk
- odstęp liniowy między krzesełkami – 15,6 m
- moc silnika głównego – 100 kW
- średnica liny – 40,5 mm
- liczba podpór – 8 sztuk.

## Właściciel i operator
Właścicielem ośrodka jest Urząd Miejski w Bielsku-Białej, Pl. Ratuszowy 1, 43-300 Bielsko-Biała, natomiast jego operatorem jest spółka ZIAD Bielsko-Biała SA, na podstawie mowy koncesji na usługi polegające na utrzymaniu i zarządzaniu infrastrukturą sportowo-rekreacyjną stoku Dębowca w Bielsku-Białej.